# Simca Vedette
Simca Vedette – samochód osobowy klasy średniej-wyższej produkowany przez francuską firmę Simca w latach 1954–1961. Dostępny jako: 2- lub 4-drzwiowy kabriolet, 4-drzwiowy sedan oraz 5-drzwiowe kombi. Do napędu samochodu używano silnika V8 o pojemności 2,4 litra. Moc przenoszona była na oś tylną poprzez 3-biegową manualną skrzynię biegów.

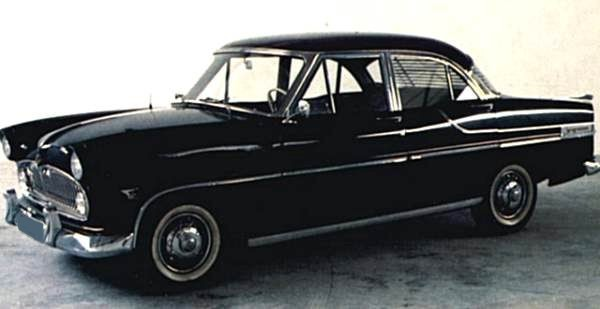
Simca Vedette Versailles produkowany od 1954
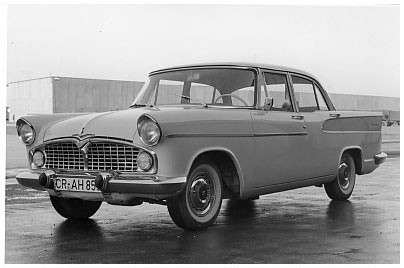
Simca Vedette Chambord produkowany od 1957

## Dane techniczne

### Silnik
- V8 2,4 l (2351 cm³), 2 zawory na cylinder, SV
- Układ zasilania: gaźnik
- Średnica × skok tłoka: 66,06 mm × 85,72 mm
- Stopień sprężania: 7,5:1
- Moc maksymalna: 84 KM (61,9 kW) przy 4800 obr./min
- Maksymalny moment obrotowy: 152 N•m przy 2750 obr./min